# Hari Seldon
Hari Seldon è un personaggio immaginario del ciclo delle Fondazioni dello scrittore di fantascienza Isaac Asimov. È uno dei personaggi chiave, lo scienziato ideatore della psicostoria, una serie di equazioni che permettono di predire il futuro in termini probabilistici. Nei primi 5 libri della serie, Hari Seldon fa un'apparizione "dal vivo" solo nel primo capitolo del primo libro (Fondazione), sebbene appaia in altre occasioni in messaggi preregistrati per rivelare una crisi Seldon passata. Dopo aver scritto quei libri in ordine cronologico, Asimov ne scrisse altri due, Preludio alla Fondazione e Fondazione anno zero, dei prequel che descrivono in modo dettagliato la sua vita. 
Tra tutti i personaggi creati dalla fervida mente di Asimov, Hari Seldon ne è il più autobiografico, sia nella finzione delle trame, sia nella inaspettata aderenza con la morte dello scrittore.

## Biografia del personaggio
Hari Seldon (pianeta Helicon, regione di Arturo, 11988 E.G. / -79 E.F. – Streeling, pianeta Trantor, 12069 E.G. / 1 E.F.) è un matematico all'Università di Streeling ed è primo ministro per l'Imperatore della Galassia Cleon I dal 12028 al 12038 E.G. Suo padre era probabilmente coltivatore di tabacco nelle coltivazioni idroponiche di Helicon. Seldon si appassionò sin dall'infanzia alle scienze matematiche. Poco si sa della sua famiglia e della sua vita privata: nelle sue opere non parlò mai di sé, dei suoi metodi o delle circostanze che lo portarono alle sue scoperte. Il collega Gaal Dornick, che conobbe in gioventù Hari Seldon, poco prima che questi morisse, scrisse una sua biografia, da cui sono tratte tutte le notizie pervenute.
Della sua famiglia sono noti il figlio adottivo Raych Seldon e la nipote Wanda Seldon. La sua dedizione al lavoro rimase intatta fino a quando morì, a 81 anni, nel suo ufficio all'Università stringendo ancora in mano il Primo Radiante, oggetto in seguito inviato da Dornick alla Seconda Fondazione.
Il funerale fu celebrato su Trantor, con la partecipazione di un vasto pubblico e di Eto Demerzel, ex primo ministro e suo vecchio amico. Il suo corpo fu scagliato nello spazio, come da sue ultime volontà.
Considerato Primo Oratore (ovvero il membro più importante) della Seconda Fondazione, è noto come ideatore della scienza della psicostoria e del Piano Seldon, su di essa basato, grazie al quale, nell'arco di un millennio (a differenza dei trenta millenni se non si fosse attuato alcun intervento) dopo la caduta del Primo Impero Galattico, se ne sarebbe costruito uno più saldo e duraturo. Il Piano Seldon era basato su due organizzazioni, la Prima Fondazione e la Seconda Fondazione. In seguito il Piano Seldon fu corretto, per volontà del Consigliere della Prima Fondazione Golan Trevize. Questi comprese che il piano nacque sull'ipotesi che l'uomo fosse l'unica specie senziente della galassia, un assunto che poteva non essere vero e che quindi era preferibile un'organizzazione più coesa e solida, in grado di affrontare anche possibili minacce esterne. Quindi il piano venne fatto deviare per seguire il progetto Galaxia: l'umanità, sparsa nei diversi mondi abitati della galassia, si sarebbe unita in un'unica mente collettiva, in grado di far fronte ad un'eventuale minaccia aliena proveniente da un'altra galassia, ipotesi non contemplata dal Piano Seldon originale.

## Influenza culturale
Lo storico Ian Morris ha discusso l'applicabilità e l'ispirazione di Hari Seldon alla statistica e alle previsioni. Il nome di Hari Seldon è citato in un articolo su The Economist che discute dell'uso delle statistiche in epidemiologia, del processo attraverso il quale le società cambiano il pensiero politico collettivo e di "un modello informatico generale della società". Seldon è anche spesso citato nella ricerca come punto di riferimento letterario metaforico.
Su Forbes è stato ipotizzato che la psicostoria di Seldon si stia manifestando nell'odierna comparsa dei big data. In effetti, il personaggio immaginario di Seldon è stato addirittura etichettato come una "figura paradigmatica" nella ricerca sui big data. Nel 2019, il termine algoritmo Seldoniano è stato scelto per designare nuove tecniche di intelligenza artificiale intese a evitare comportamenti indesiderati nei sistemi decisionali.
Tra le persone che attribuiscono merito ad Hari Seldon per le scelte di carriera che hanno intrapreso figurano l'economista ed editorialista del New York Times Paul Krugman, che ha descritto Hari Seldon come il suo personaggio immaginario preferito,, così come il politico statunitense Newt Gingrich.
Il politico francese Jean-Luc Mélenchon, durante un discorso tenuto a Tolosa il 16 aprile 2017 durante la campagna presidenziale, ha annunciato di essersi ispirato ad Hari Seldon e al suo aspetto olografico per la sua campagna.